# Wyżnia Kopa (Dolina Sucha Sielnicka)
Wyżnia Kopa (słow. Kamenné, 1018 m) – szczyt na zachodnim krańcu słowackich Tatr Zachodnich. Nazwę polską podaje atlas satelitarny. Wyżnia Kopa znajduje się w zachodnim grzbiecie Fatrowej (Fatrová). Grzbiet ten rozgałęzia się niżej na dwa ramiona obejmujące Kamienny Żleb uchodzący do Doliny Suchej Sielnickiej. Wyżnia Kopa znajduje się w orograficznie lewym ramieniu, w prawym jest Niżnia Kopa.
Wyżnia Kopa jest całkowicie zalesiona, w jej południowych, podszczytowych partiach oraz podnóżach opadających do doliny Suchego Potoku Sielnickiego znajdują się skalne ścianki i urwiska. Nie prowadzą przez nią żadne szlaki turystyczne. Cały ten rejon znajduje się na obszarze ochrony ścisłej Rezervácia Suchá dolina.